# Kennis Transfer Centrum Zegveld

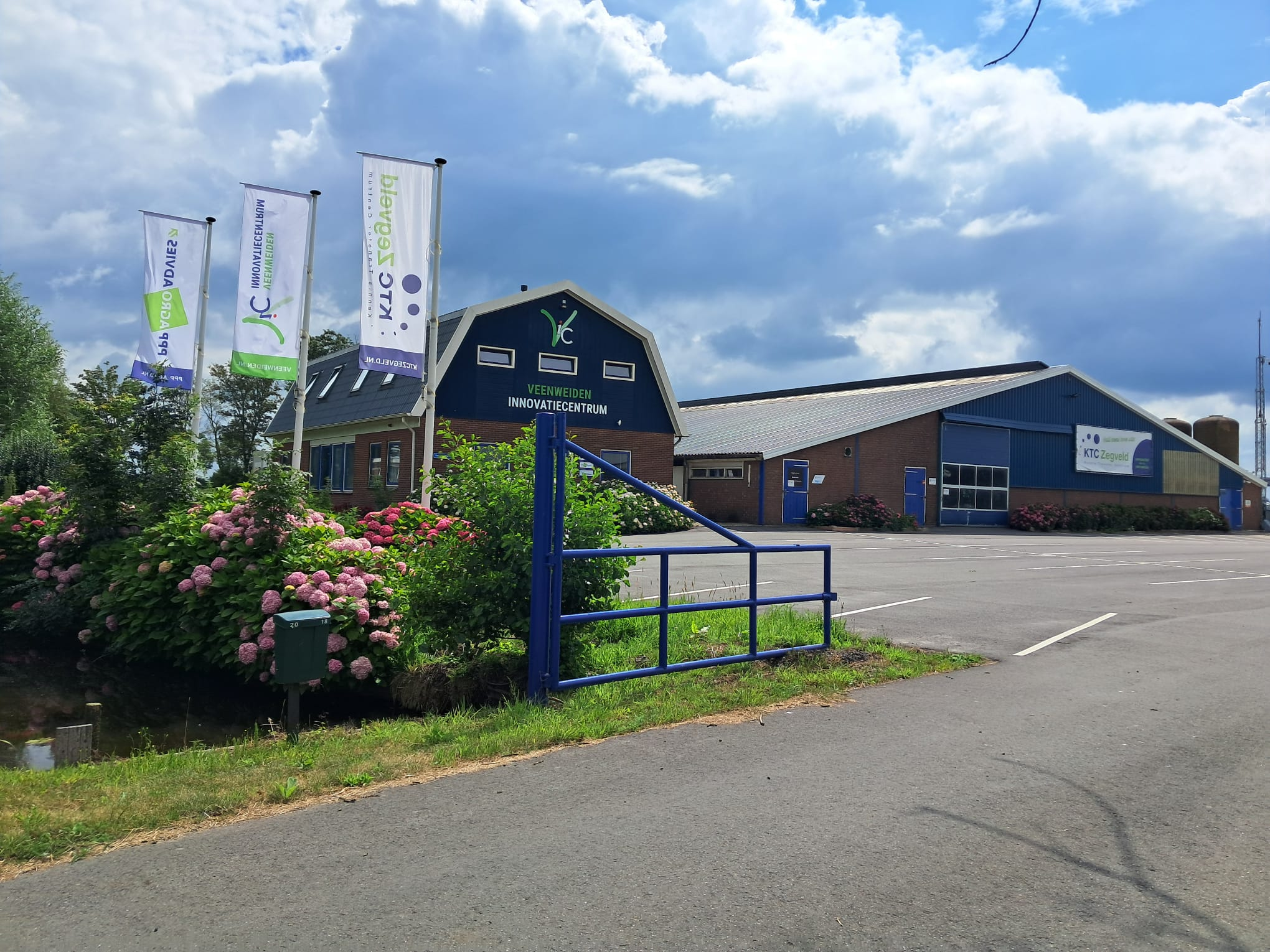

Het Kennis Transfer Centrum Zegveld is een onderzoeksboerderij, gevestigd aan de Oude Meije 18, in Zegveld, gemeente Woerden.  Op dezelfde locatie is het Veenweiden Innovatiecentrum gevestigd. Het KTC richt zich op onderzoek dat van belang is voor duurzame melkveehouderij in het veenweidegebied, zoals onderzoek naar bodemdaling, waterkwaliteit, bemesting, biodiversiteit, grondwaterstanden, broeikasemissies en energietransitie.

## Geschiedenis

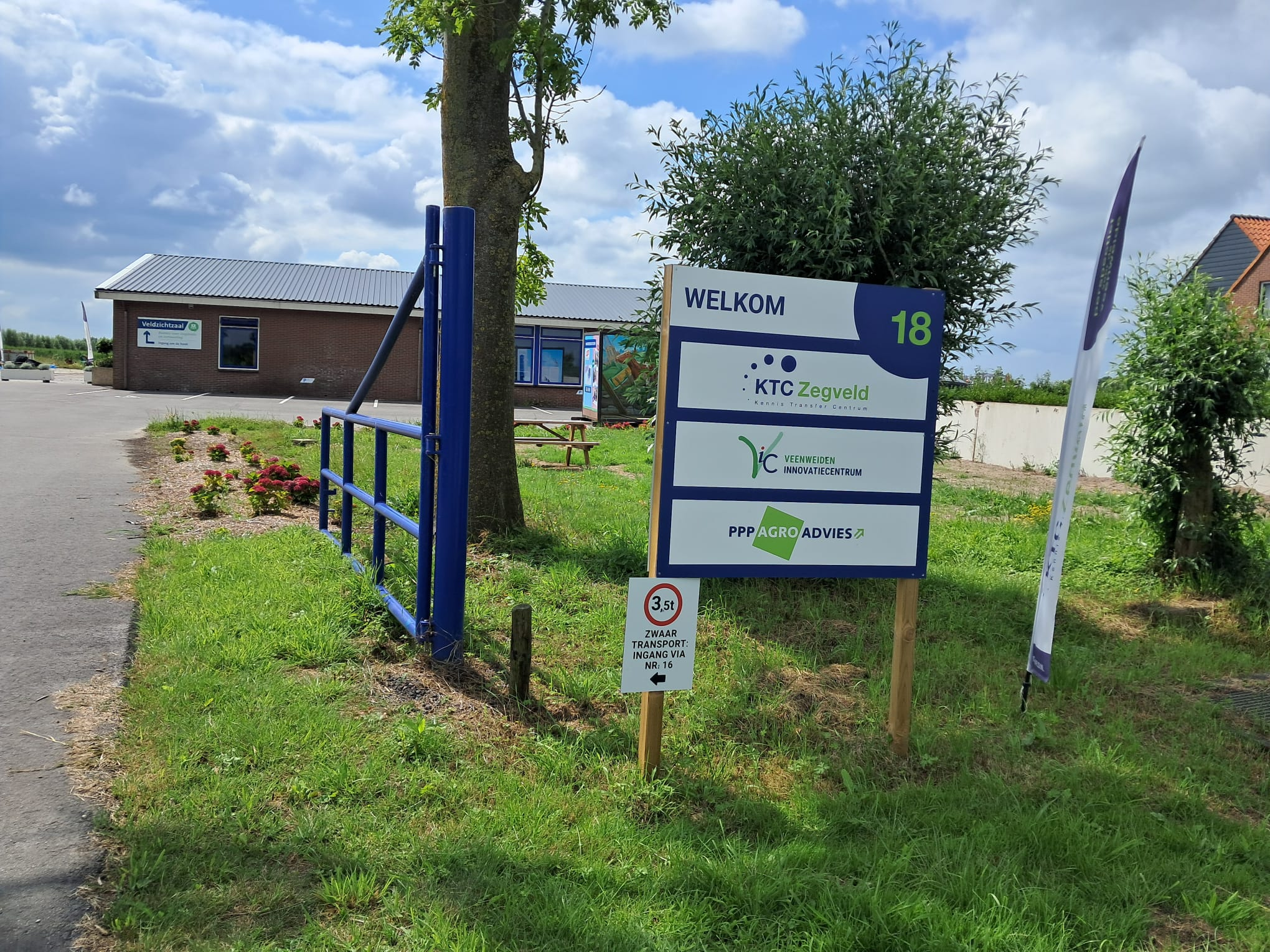

Het KTC kwam voort uit de Proefboerderij Zegveld, die in de jaren 1960 op initiatief van boerenorganisaties werd opgericht. Op de proefboerderij werd praktijkkennis voor boeren ontwikkeld, met als doel de verbetering van de productie en kwaliteit van melk. In de jaren 1990 werd de proefboerderij financieel en organisatorisch verbonden aan de Wageningen Universiteit. Deze universiteit besloot in 2012 de boerderij te verkopen, omdat het exploiteren van een regionale proefboerderij niet meer tot de core-business van de universiteit behoorde. Er werd een coöperatie opgericht, KTC Zegveld, die de boerderij kon kopen. KTC Zegveld werd vanaf 2014 een moderne melkveehouderij waar tests werden uitgevoerd aan verschillende bedrijfsstijlen. Het KTC kreeg ook onderwijsfaciliteiten inclusief slaapplaatsen voor studenten uit andere veenweidegebieden.
Er werden vanaf 2013 vier verschillende bedrijfsmodellen naast elkaar bedreven. Het referentiemodel met de koeien op stal die alleen ruwvoer aten om als herkauwer te kunnen functioneren. Een van de vragen was hoe de mest kon worden verwerkt tot een bruikbare grondstof, biomassa. Het tweede model was dat de koeien in het weiland lopen en nauwelijks worden bijgevoerd. In het derde model stonden natuurdoelen centraal en werd de opbrengst aan melk als extra inkomsten gezien. Het vierde type, "waterboer," later "hoogwaterboerderij" was gericht op het waterbeheer.  
Sindsdien werden een aantal onderzoeksprojecten afgerond, zoals onderzoek naar mesttoedieningssystemen om de ammoniakemissie te beperken en onderzoek naar de grasproductie afhankelijk van de verhouding calcium en magnesium in de bodem.
In 2025 voert KTC Zegveld onderzoeksprojecten uit voor andere instituten zoals Wageningen UR en het Louis Bolk Instituut.  Voor deze laatste gaat het om een onderzoek naar het scheiden van mest, teneinde emissie van ammoniak te beperken. Dit onderzoek is van belang voor het bestrijden van de stikstofcrisis in Nederland. Een ander experiment is naar een extensief veenweideverdienbedrijf.  
Op een deel van het terrein - de hoogwaterboerderij - wordt door het Veenweiden Innovatiecentrum onderzoek uitgevoerd naar een melkveebedrijf in de westelijke veenweiden. Onderzocht wordt hoe een minimale klimaatimpact kan worden bereikt. Door het grondwaterpeil -20 cm onder maaiveld te houden wordt gekeken wat dan het bedrijfsresultaat is. Er wordt onder meer onderzoek gedaan naar de grasproductie, waterkwaliteit, bodemdaling en klimaateffecten.   